# René Jean
Pas d'image ? Cliquez ici

a Compétitions nationales et continentales officielles uniquement.

b Matchs officiels uniquement.
René Jean, né le 20 avril 1931 à Vedène (Vaucluse) et mort le 18 avril 2024 à Avignon (Vaucluse), est un joueur international français de rugby à XIII au poste de demi de mêlée et entraîneur de rugby à XIII.
Il découvre le rugby à XIII en faisant ses classes avec le S.O. Avignon. Intégré à l'équipe première dès 1948, René Jean traverse les années 1950 sous la tunique avignonnaise en étant l'un des joueurs clés du club à son poste de demi de mêlée. Il est l'un des acteurs des premiers titres du club de Coupe de France glanées en 1955 et 1956, et prend part à la finale du Championnat de France en 1957, comptant sur des coéquipiers internationaux tels qu'André Béraud, Jacques Fabre, André Savonne, Jacques Merquey, Guy Delaye et Jean Rouqueirol, sous la houlette de leurs entraîneurs Abel Mayen et François Rivière.
Demi de mêlée de référence du Championnat de France où la concurrence y était rude ces années-là avec Claude Teisseire, Pascal Eito, Georges Fages ou Bernard Fabre, il compte six sélections avec l'équipe de France et dispute en tant que titulaire la Coupe du monde en 1957 organisée en Australie.
Son fils, Philippe Jean, est également joueur de rugby à XIII au poste de demi de mêlée, vainqueur de la Coupe de France 1982 avec le S.O. Avignon.

## Biographie

### Enfance, jeunesse et débuts sur Avignon
René Jean naît le 20 avril 1931 à Vedène (Vaucluse), à un jour d'intervalle dans la même ville que son futur coéquipier Roger Rey. Son père, Germain Jean (né à Saint-Saturnin-lès-Avignon en 1908 et mort à Avignon en 1975), est infirmier, et sa mère, Juliette Nouveau (née à Vedène en 1911 et décédée à Avignon en 1992), sans profession. Il a un frère, Roger (1934-). R. Jean épouse Lisette, avec qui il a trois enfants : Dominique, Nicole qui a pratiqué le volley-ball et Philippe qui a pratiqué le rugby à XIII.
Il s'adonne au rugby à XIII dès son plus jeune âge au sein du club du S.O. Avignon. L'entraîneur des juniors du club avignonnais, Abel Mayen, repère ce talent aux côtés d'André Savonne ou de Jean Rouqueirol, et les amène à intégrer dès 1948 l'équipe première du club entraînée par François Rivière. R. Jean , fort de ses qualités physique, pratique également l’athlétisme et la culture physique, et joue au rugby à XIII à son poste de prédilection de demi de mêlée.

### Suite de sa carrière
Il côtoie en son club Avignon les internationaux Jacques Merquey, André Savonne, Jean Rouqueirol, Guy Delaye et Jacques Fabre.

### Participation à la Coupe du monde 1957 en Australie
Groupe de l'équipe de France :
René Jean, auréolé de saisons de premier plan avec son club avignonnais avec deux titres de Coupe de France en 1955 et 1956, se positionne pour être titulaire du poste de demi de mêlée de la sélection française dans l'optique de la Coupe du monde organisée en juin 1957 en Australie. Le S.O. Avignon réalise cette saison 1956-1957 de haute qualité à la bataille avec l'A.S. Carcassonne, le R.C. Marseille et le XIII Catalan pour déterminer le champion de France, et qualifié en demi-finale de la Coupe de France en ce mois d'avril 1957. Le 18 avril 1957, la Fédération française communique une pré-liste de dix-huit joueurs pour cette édition de Coupe du monde, René Jean qui a fêté sa première sélection française en mars 1957 contre la Grande-Bretagne, est sélectionné à l'instar de ses coéquipiers André Savonne, Jacques Merquey et Augustin Parent, tous deux partis au bataillon de Joinville pour cette saison. Cette présélection est confirmée la semaine suivante où son nom est citée aux côtés cette fois-ci de Merquey, Savonne et Jean Rouqueirol. La sélection est définitive le 23 mai 1957 par l'annonce de la Fédération qui confirme la présence de René Jean qui accompagne finalement ses coéquipiers avignonnais Merquey, Parent et Rouqueirol.
Entraînée par Jean Duhau, l'équipe de France se rend en Australie où elle a laissé à travers deux tournées en 1951 et 1955 un souvenir de prestige. Toutefois, le secrétaire de la Fédération française, Antoine Blain, annonce que le favori est la Grande-Bretagne au regard des derniers résultats obtenus en test-matchs. La France arrive à Sydney dix jours avant leur entrée en compétition pour préparer leur premier match du 15 juin 1957 face aux Britanniques.
En ce mois de juin sous la chaleur, René Jean apprend qu'il dispute cette première confrontation à la charnière avec Gilbert Benausse. La rencontre est organisée au Sydney Cricket Ground devant plus de 50 000 spectateurs, la France entre dans la compétition face à des Britanniques tenants du titre après leur victoire en France lors de l'édition 1954. Surclassés et débordés par les Britanniques, la France s'incline sur un score sévère de 23-5 sur un terrain devenu boueux en raison des pluies nocturnes et matinales. R. Jean avec G. Benausse réalise une performance malgré tout honnête puisqu'ils sont reconduits à la charnière pour la seconde rencontre face à la Nouvelle-Zélande du 17 juin 1957. Dans cette deuxième rencontre où la Nouvelle-Zélande est donnée favorite, c'est finalement la France qui s'impose 14-10 grâce à des performances de Jean Foussat auteur de deux essais, et remplaçant J. Merquey blessé, et G. Benausse auteur de huit points qui permirent ainsi de replacer la France au classement. L'Australie ayant battu la Grande-Bretagne est le dernier adversaire que la France affronte et laisse penser qu'en cas de victoire française, de nouvelles rencontres sont à programmer pour déterminer le champion du monde.
Pour cette ultime rencontre de poule, la France reconduit la même charnière que les deux précédentes rencontres avec G. Benausse à l'ouverture et R. Jean à la mêlée. Imprévisible, la France peut empêcher l'Australie d'être championne du monde, cette dernière se méfiant des Français, aligne ses meilleurs éléments. Arbitré par le Néo-zélandais Vic Belsham, frère de l'international Sel Belsham qui a affronté la France deux jours plus tôt, la rencontre se dispute sous de grandes bourrasques de vent avant que la pluie rende le terrain boueux, la France malgré sa volonté a de grande difficultés à contenir les Australiens qui mènent 13-4 à la mi-temps et bénéficient ensuite de l'expulsion de Francis Lévy à la 65e minute pour protestation pour s'imposer 26-9. Cette défaite met fin à cette expédition australienne à laquelle R. Jean aura pris part aux trois rencontres.

## Palmarès
- Collectif :
  - Vainqueur de la Coupe de France : 1955 et 1956 (Avignon)[14],[15].
  - Finaliste du Championnat de France : 1957 (Avignon).
  - Finaliste de la Coupe de France : 1958 et 1959 (Avignon).

### Coupe du monde
| Édition        | Rang      | Résultats France | Résultats Jean | Matchs Jean |
| -------------- | --------- | ---------------- | -------------- | ----------- |
| Australie 1957 | Quatrième | 1 v, 0 n, 2 d    | 1 v, 0 n, 2 d  | 3/3         |

Légende : v = victoire ; n = match nul ; d = défaite.

### Détails en sélection
| Matchs internationaux de René Jean | Matchs internationaux de René Jean | Matchs internationaux de René Jean | Matchs internationaux de René Jean | Matchs internationaux de René Jean | Matchs internationaux de René Jean | Matchs internationaux de René Jean | Matchs internationaux de René Jean | Matchs internationaux de René Jean | Matchs internationaux de René Jean | Matchs internationaux de René Jean | Matchs internationaux de René Jean |
|                                    | Date                               | Adversaire                         | Résultat                           | Compétition                        | Poste                              | Points                             | Essais                             | Pen.                               | Drops                              |                                    |                                    |
| ---------------------------------- | ---------------------------------- | ---------------------------------- | ---------------------------------- | ---------------------------------- | ---------------------------------- | ---------------------------------- | ---------------------------------- | ---------------------------------- | ---------------------------------- | ---------------------------------- | ---------------------------------- |
| sous les couleurs de la France     |                                    |                                    |                                    |                                    |                                    |                                    |                                    |                                    |                                    |                                    |                                    |
| 1.                                 | 3 mars 1957                        | Grande-Bretagne                    | 19-19                              | Test-match                         | Demi de mêlée                      | -                                  | -                                  | -                                  | -                                  |                                    |                                    |
| 2.                                 | 15 juin 1957                       | Grande-Bretagne                    | 5-23                               | Coupe du monde                     | Demi de mêlée                      | -                                  | -                                  | -                                  | -                                  |                                    |                                    |
| 3.                                 | 17 juin 1957                       | Nouvelle-Zélande                   | 14-10                              | Coupe du monde                     | Demi de mêlée                      | -                                  | -                                  | -                                  | -                                  |                                    |                                    |
| 4.                                 | 22 juin 1957                       | Australie                          | 9-26                               | Coupe du monde                     | Demi de mêlée                      | -                                  | -                                  | -                                  | -                                  |                                    |                                    |
| 5.                                 | 5 avril 1959                       | Grande-Bretagne                    | 24-15                              | Test-match                         | Demi de mêlée                      | -                                  | -                                  | -                                  | -                                  |                                    |                                    |
| 6.                                 | 20 décembre 1959                   | Australie                          | 2-17                               | Test-match                         | Demi de mêlée                      | -                                  | -                                  | -                                  | -                                  |                                    |                                    |

#### Détails en club
| Saison    | Saison     | Championnat           | Championnat | Coupe           | Coupe      | Sélection | Sélection | Sélection | Sélection | Sélection | Sélection | Sélection |
| Saison    | Saison     | Comp.                 | Class.      | Comp.           | Class.     | Comp.     | M         | Pts       | Ess.      | Buts      | Dp.       |           |
| --------- | ---------- | --------------------- | ----------- | --------------- | ---------- | --------- | --------- | --------- | --------- | --------- | --------- | --------- |
| 1948-1949 | SO Avignon | Championnat de France | 10e         | Coupe de France | 1/8 finale |           |           |           |           |           |           |           |
| 1949-1950 | SO Avignon | Championnat de France | 10e         | Coupe de France | 1/4 finale |           |           |           |           |           |           |           |
| 1950-1951 | SO Avignon | Championnat de France | 7e          | Coupe de France | 1/8 finale |           |           |           |           |           |           |           |
| 1951-1952 | SO Avignon | Championnat de France | 12e         | Coupe de France | 1/8 finale |           |           |           |           |           |           |           |
| 1952-1953 | SO Avignon | Championnat de France | 8e          | Coupe de France | 1/2 finale |           |           |           |           |           |           |           |
| 1953-1954 | SO Avignon | Championnat de France | 6e          | Coupe de France | 1/4 finale |           |           |           |           |           |           |           |
| 1954-1955 | SO Avignon | Championnat de France | 1/2 finale  | Coupe de France | Vainqueur  |           |           |           |           |           |           |           |
| 1955-1956 | SO Avignon | Championnat de France | 1/2 finale  | Coupe de France | Vainqueur  |           |           |           |           |           |           |           |
| 1956-1957 | SO Avignon | Championnat de France | Finaliste   | Coupe de France | 1/2 finale | CM        | 4         | -         | -         | -         | -         |           |
| 1957-1958 | SO Avignon | Championnat de France | 1/2 finale  | Coupe de France | Finaliste  |           |           |           |           |           |           |           |
| 1958-1959 | SO Avignon | Championnat de France | 1/2 finale  | Coupe de France | Finaliste  |           | 1         | -         | -         | -         | -         |           |
| 1959-1960 | SO Avignon | Championnat de France | 7e          | Coupe de France | 1/8 finale |           | 1         | -         | -         | -         | -         |           |
| 1960-1961 | SO Avignon | Championnat de France | 1/4 finale  | Coupe de France | 1/8 finale |           |           |           |           |           |           |           |
| 1961-1962 | SO Avignon | Championnat de France | 9e          | Coupe de France | 1/4 finale |           |           |           |           |           |           |           |